# シャボン玉石けん
シャボン玉石けん株式会社（シャボンだませっけんかぶしきかいしゃ）は、福岡県北九州市若松区に本社を置く、無添加石鹸の製造をおこなうメーカーである。

## 概要
洗濯用粉石鹸、化粧用固形石鹸、液体石鹸を製造・販売している。製造されている石けんは、酸化防止剤、蛍光増白剤、香料、色素などの化学物質・添加物を一切使わず、特に牛脂は地元である九州のものにこだわって使用しているとしている。天然油脂を原料にした純石けん分（99%脂肪酸ナトリウム）の『無添加石けん』である。「青いお空がほしいのね？ 飛ばしてごらん シャボン玉」というCMソングでも知られる。
「シャボン玉」の商標登録は、シャボン玉石けんが1975年に出願し、1981年に登録されている（第1478302号）。
ブランドコンセプトは「健康な体ときれいな水を守る。」。テレビCMのエンディングで、「無添加のパイオニア・シャボン玉石けん」と宣伝することがある。
なお、1970年代まで「シャボン玉ホリデー」「シャボン玉プレゼント」などの冠番組に提供していた牛乳石鹸とは資本・人材などの関係はない。

## 沿革

### 創業から合成洗剤取り扱いまで
日露戦争に従軍した創業者の森田範次郎は、除隊時の給与を元手に1910年（明治43年）2月1日、福岡県若松市（現・北九州市若松区）修多羅に諸式屋（雑貨店）である森田範次郎商店を開店した。洞海湾沿岸の工場や港湾の労働者に対する石鹸の売れ行きが好調だったため、1923年（大正12年）頃に範次郎は石鹸の卸問屋に転業。戦後の1949年（昭和24年）5月に株式会社森田商店に商号を変更し法人化。1961年（昭和31年）頃には、合成洗剤の取り扱いを始めた。
1964年（昭和39年）、2代目社長だった範次郎の長男が急逝した。学習院大学卒業後、3年の約束で家業を手伝っていた三男の森田光德が社長に就任し、本社を若松区から小倉北区に移転。社名も森田商事に改称し、主力商品を石鹸から合成洗剤に切り替えたことで業績は上がり、1965年（昭和40年）代には年商が8,000万円を越え、社員は60人以上に達した。

### 無添加粉石鹸の製造
1971年（昭和46年）3月、それまで毎月50万円の取引があった国鉄門司鉄道管理局（門鉄）から、機関車洗浄のための無添加粉石鹸を1回460万円で納品するよう要望があり、光徳は二つ返事で要望に応じた。当初は佐世保市の下請け工場に発注したが、生産できないとの回答があったため、光徳自ら工場に向かい、製法を改良して1ヶ月後に日本工業規格を上回る「石鹸成分96%、水分5%」の無添加粉石鹸の製造に成功した。光徳は試作品を自宅で使用したが、毎年梅雨時に悩まされていた湿疹が数日で治り、合成洗剤に戻すと1日で再発症した。合成洗剤の成分が身体に影響を与えていることに光徳は衝撃を受け、スーパーマーケットや薬局に無添加粉石鹸を売り込んだが、見向きもされなかった。
1974年（昭和49年）春、首の激痛で緊急入院し高血圧の中で死線をさまよった光徳は、「身体に悪いとわかった商品を売るわけにはいかない」と一大決心をして、退院翌日に全社員を集めて無添加石鹸の専業を宣言した。真っ先に実母から反対された光徳だったが、8月には無添加石鹸を「無公害・無添剤・粉末洗濯石けんデラックス」の名で発売。しかし全く売れず、8,000万円あった売り上げは1ヶ月で78万円に激減した。しかし光徳は「まだゼロにはなっていない」と販売を続け、商品名を「シャボン玉粉石けん」に改名し、1975年（昭和50年）に石鹸成分を強調した「シャボン玉95」に再変更した。翌1976年（昭和51年）、『朝日新聞』に連載されていた有吉佐和子の小説『複合汚染』で合成洗剤による汚染が取り上げられたため、一時的に売れ行きは上がった。しかし最終的に17年にわたり赤字経営が続き、社員は5人まで減った。

### 事業の黒字化
1978年（昭和53年）には滋賀県琵琶湖の富栄養化の防止に関する条例（琵琶湖条例）が制定された滋賀県向けに青空に青い鳥が飛ぶ円筒型の金属缶を販売したほか、1986年（昭和61年）に下請け工場が閉鎖されることになると、わずかな資金を元に自社工場を建設することを決意し、11月に地鎮祭を行い、1987年（昭和62年）8月に石鹸成分を製造する高さ26mのスプレータワーを備える本社工場が完成した。新工場の落成に伴い、社名を「シャボン玉石けん株式会社」に商号変更し、本社を若松区の現在地に移転した。この間、光徳は工場を積極的に公開したほか、全国各地を回って年数十回にわたる講演を行い、無添加石鹸の利点をアピールした。
1991年（平成3年）、光徳が著した『自然流「せっけん」読本』が初版2万部のベストセラーとなって全国から無添加石鹸の注文が殺到。OEM生産の依頼も舞い込むようになり、販売開始から18年目で黒字に転換した。

### 21世紀
2004年（平成16年）には河川浄化に有用微生物群（EM）を含んだEM石けんを発売し、2005年（平成17年）には光徳が品質低下を理由に長年反対していた液体石鹸を販売した。2007年（平成19年）に森田隼人が新社長に就任し、9月17日に光徳が死去した。

### 年表
- 1910年（明治43年）2月1日 - 福岡県若松市（現・北九州市若松区）修多羅で諸式屋「森田範次郎商店」を創業。
- 1923年（大正12年）頃 - 石鹸の卸問屋に専業化。
- 1949年（昭和24年）5月 - 株式会社森田商店として法人設立。
- 1961年（昭和31年）頃 - 合成洗剤の取り扱いを始める。
- 1964年（昭和39年） - 森田光徳が社長に就任。
- 1965年（昭和40年）8月 - 森田商事株式会社に商号変更。本社を小倉北区に移転。
- 1971年（昭和46年）4月 - 無添加粉石鹸の製造に成功。
- 1974年（昭和49年）
  - 春 - 無添加石鹸の製造販売に専業化。
  - 8月 - 無添加石鹸を「無公害・無添剤・粉末洗濯石けんデラックス」の名で発売開始。
- 1975年（昭和50年） - 無添加石鹸の商品名を「シャボン玉95」に変更。マスコットキャラクター「シャボンちゃん」誕生。
- 1987年（昭和62年）3月 - 新工場の落成に伴いシャボン玉石けん株式会社に商号変更。本社を現在地に移転。
- 1999年（平成11年）9月 - グループ4社でISO 14001認証取得。
- 2005年（平成17年）
  - 7月 - EM液体石けんシリーズ発売
  - 9月 - 公正取引委員会より「環境を浄化する」という売り文句について景品表示法に基づき是正勧告を受ける。
- 2006年（平成18年）7月 - 液体石けんシリーズ発売
- 2007年（平成19年）
  - 9月17日 - 森田光德前会長死去
  - 12月10日 - シャボン玉オーガニックオリーブソープ発売
- 2009年（平成21年）
  - 1月 - シャボン玉キッチンシリーズ発売
  - 12月 - 感染症対策研究センター設立
- 2010年（平成22年）8月 - シャボン玉ベビーシリーズ発売
- 2011年（平成23年）4月 - 石けんリサーチセンター設立
- 2020年（令和2年） - 新型コロナウイルス感染拡大の影響で需要が増加。新工場建設に着手[10]。

## 関連会社
- シャボン玉販売株式会社（販売事業部門）
- 株式会社シャボン玉本舗（通販事業部門）
- 有限会社シャボン玉企画（企画事業部門）
- シャボン玉商事株式会社

## 主な商品

### 洗濯用粉石鹸
- シャボン玉スノール
- 純植物性シャボン玉スノール

### 化粧石鹸
- シャボン玉浴用
- 純植物性シャボン玉浴用
- ビューティーソープ
- ベビーソープ
- 小粋な女
- シャボン玉オーガニックオリーブソープ

### シャンプー・リンス
- プチパレ
- 液体シャンプー・リンス

ほか

### 漂白剤
- 酸素系漂白剤（過炭酸ナトリウム）

### その他
- 洗濯用クエン酸
- 洗濯用重曹
- 洗たく槽クリーナー
- せっけんハミガキ

### 消火剤
石鹸をベースとした新型の消火剤を、北九州市消防局と共同開発した。従来の消火剤と比べ水の使用量を減らすことができた。総務省消防庁の承認が下りたため、現在北九州市消防局で実際に使用されており、他の市町村への普及に向けた活動を進めている。

## 宣伝活動
シャボン玉石けんの宣伝といえば、「青いお空がほしいのね？ 飛ばしてごらん シャボン玉」というCMソングと、赤ちゃんを模したキャラクターのシャボンちゃんで有名である。これらは当時の社長であった森田光德によるまだ無名だった同社をメジャーにするためのアイディアであった。

### CMソング
CMソングの歌詞は光徳によるものである。1970年代当時、北九州市では洞海湾は「死の海」空は「七色の空」と呼ばれるほどの公害に悩まされており、婦人会を中心に『青空がほしい』をスローガンに反公害運動を展開していた。「青空…」のフレーズは、そのスローガンに無公害せっけんを重ね合わせて着想されたものである。

### キャラクター
CMでおなじみのシャボンちゃんであるが、そのモデルは森田光徳の長女である。当時0歳であった長女の笑顔を見て「屈託のない赤ん坊の笑みは、世代を問わずみんなを『とりこ』にする。いつの時代にも愛される存在＝赤ちゃん」という思いから、森田は赤ちゃんをモチーフにしようと決めた。キャラクターには企業の看板として末永くつきあう存在という事で、デザインに多くの時間をかけ、何度も推敲を重ね、細部にまで注意が払われ、1975年4月にシャボンちゃんが誕生した。シャボンちゃんは1975年に発売された「シャボン玉95」という粉石けんの紙箱でデビューを果たした。現在、シャボン玉石けんの工場の壁には大きなシャボンちゃんが描かれていて、社員の癒しとなっている。

### その他の宣伝
福岡ソフトバンクホークスのシルバーパートナーとして、福岡ドーム内のお手洗いの石けんに自社製品を採用している。
当社と同じ北九州市に本社を置くCROSS FMが主催する「GREEN LIFE講座」のサポート企業の一社に名を連ねている。

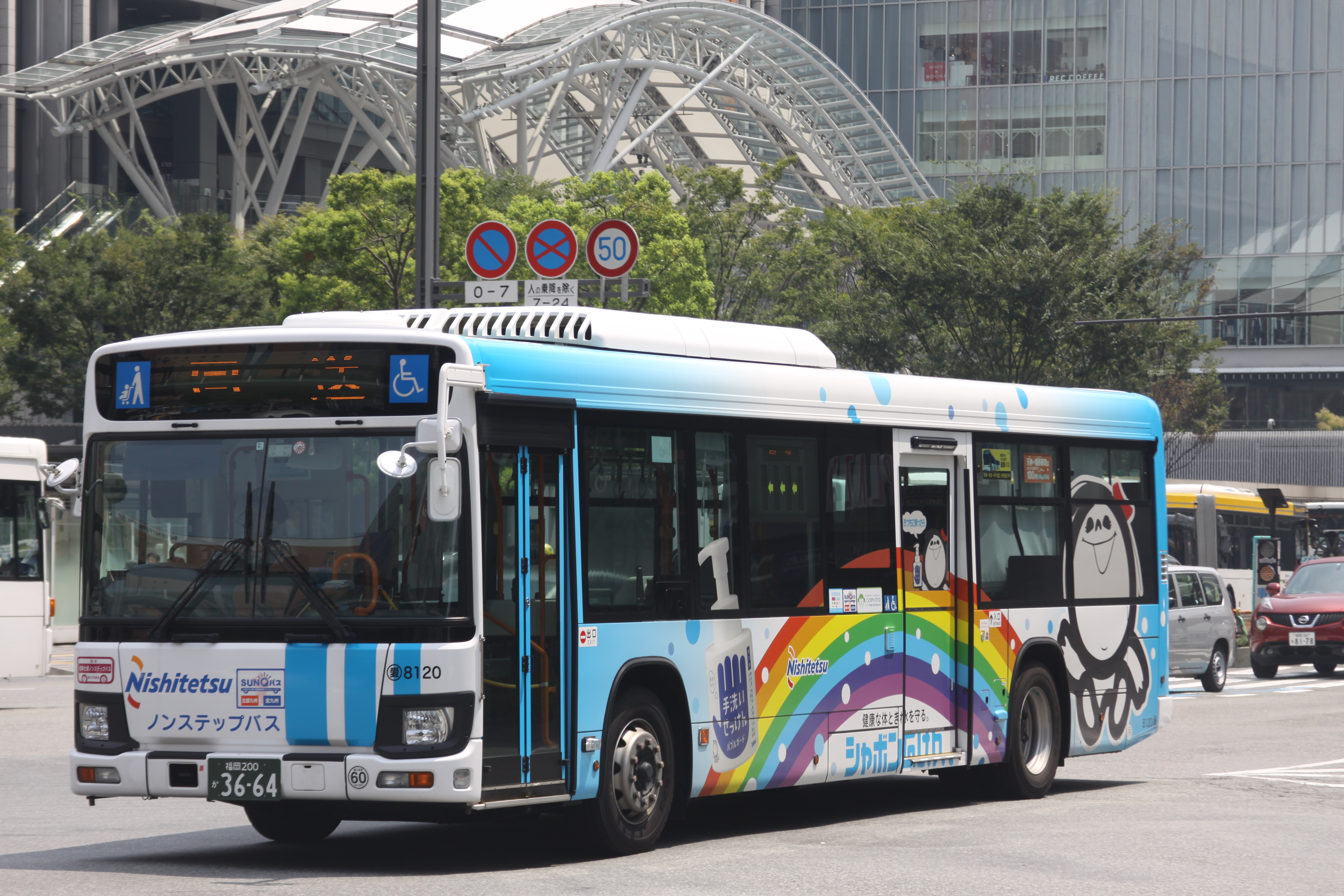
シャボン玉石けんのラッピングを施した西鉄バスの車両
シャボン玉石けんラッピング車のリア。同社の「せっけんハミガキ」が描かれている。

## スポンサー番組

### 現在
- シャボン玉石けんPresents はぐはぐ（テレビ西日本・ミニ番組）
- めざまし8（フジテレビ系列、毎週火曜日放送時）
- 火曜は全力!華大さんと千鳥くん（関西テレビ制作・フジテレビ系列）

### 過去
- FNNスーパーニュース（フジテレビ系列、隔週）
- 情報ライブ ミヤネ屋（読売テレビ制作・日本テレビ系列、毎週月曜・水曜日放送時）
- 月曜ミステリー劇場→月曜ゴールデン（TBS系列）
- 情報プレゼンター とくダネ!（フジテレビ系列、毎週火曜日放送時）